# Hammou Ouhelli
 (novembre 2018).
Si vous disposez d'ouvrages ou d'articles de référence ou si vous connaissez des sites web de qualité traitant du thème abordé ici, merci de compléter l'article en donnant les références utiles à sa vérifiabilité et en les liant à la section « Notes et références ».
Hammou Ouhelli (en arabe : حمو أوحلي, né en 1953 à Aïn Leuh, province d’Ifrane) est un homme politique marocain, Secrétaire d’État chargé du Développement rural et des Eaux et Forêts entre avril 2017 et octobre 2019.

## Biographie
Il a suivi ses études secondaires au lycée Tarek Ibnou Ziyad d’Azrou, il est titulaire d’un diplôme de médecin vétérinaire de l’Institut Agronomique et Vétérinaire Hassan II et un Doctorat de troisième cycle de l’université de Toulouse en 1985 et d'un doctorat d’État à l’Institut Polytechnique de Toulouse.
Au gouvernement Youssoufi I, il a occupé le poste de secrétaire d’État chargé de la Solidarité et de l’Action Humanitaire, avant d’être nommé membre du Conseil consultatif des Droits de l’Homme (CCDH) en 2002.
Il a aussi été député et président de la commission de l’économie, du commerce, de l’industrie, de l’artisanat et des affaires des RME à la Chambre des représentants de 1993 à 1997.
Expert auprès d’organisations nationales et internationales, il a été l’un des fondateurs de l’Union maghrébine des associations vétérinaires, dont il avait occupé le poste de premier secrétaire général.
Il a été également président de l’Ordre des médecins vétérinaires du Maroc, secrétaire général de l’Association nationale des vétérinaires, secrétaire général de l’Union nationale des agriculteurs du Maroc et président du Club d’athlétisme d’Azrou.
Il est l’auteur de nombreux ouvrages et articles scientifiques et a supervisé plusieurs recherches dans différentes régions du Royaume.